# A kibukott
A kibukott (eredeti cím: The Dropout) 2022-es amerikai drámasorozat, amelyet Elizabeth Meriwether készített. A főszerepekben Amanda Seyfried és Naveen Andrews láthatók.
A sorozatot 2022. március 3-án az Amerikai Egyesült Államokban a Hulu, míg Magyarországon a Disney+ mutatta be 2022. június 14-én.

## Ismertető
Elizabeth Holmes és cége, a Theranos felemelkedéséről és bukásáról szól a sorozat. A sorozat lineárisan érinti azokat az élményeket, amelyek valószínűleg Holmes megtévesztéseit és hazugságait motiválták, kezdve a tizenéves korától egészen a csalásáig.

## Szereplők

### Főszereplők
| Szereplő         | Színész         | Magyar hang        |
| ---------------- | --------------- | ------------------ |
| Elizabeth Holmes | Amanda Seyfried | Bogdányi Titanilla |
| Sunny Balwani    | Naveen Andrews  | Barát Attila       |

### Mellékszereplők
| Szereplő           | Színész             | Magyar hang        |
| ------------------ | ------------------- | ------------------ |
| Rakesh Madhava     | Utkarsh Ambudkar    | Markovics Tamás    |
| Chris Holmes       | Michel Gill         | Rosta Sándor       |
| Channing Robertson | Bill Irwin          | Kardos Róbert      |
| Richard Fuisz      | William H. Macy     | Beratin Gábor      |
| Noel Holmes        | Elizabeth Marvel    | Bertalan Ágnes     |
| Phyllis Gardner    | Laurie Metcalf      | Farkasinszky Edit  |
| Lorraine Fuisz     | Mary Lynn Rajskub   | Bérces Gabriella   |
| Rochelle Gibbons   | Kate Burton         | Menszátor Magdolna |
| Ian Gibbons        | Stephen Fry         | Bácskai János      |
| Don Lucas          | Michael Ironside    | Papp János         |
| Edmond Ku          | James Hiroyuki Liao | Seder Gábor        |

### Magyar változat
- Magyar szöveg: Abonyi Tímea
- Vágó: Kránitz Bence
- Szinkronrendező: Dobay Brigitta

A szinkront az SDI Media Hungary készítette.

## Epizódok
| Sor. | Év. | Cím             | Rendező             | Író                                          | Premier                            |
| ---- | --- | --------------- | ------------------- | -------------------------------------------- | ---------------------------------- |
| 1.   | 1.  | I'm In a Hurry  | Michael Showalter   | Elizabeth Meriwether                         | 2022. március 3. 2022. június 14.  |
| 2.   | 2.  | Satori          | Michael Showalter   | Matt Lutsky                                  | 2022. március 3. 2022. június 14.  |
| 3.   | 3.  | Green Juice     | Michael Showalter   | Hilary Bettis                                | 2022. március 3. 2022. június 14.  |
| 4.   | 4.  | Old White Men   | Michael Showalter   | Dan LeFranc                                  | 2022. március 10. 2022. június 14. |
| 5.   | 5.  | Flower of Life" | Francesca Gregorini | Liz Hannah                                   | 2022. március 17. 2022. június 14. |
| 6.   | 6.  | Iron Sisters    | Francesca Gregorini | Wei-Ning Yu                                  | 2022. március 24. 2022. június 14. |
| 7.   | 7.  | Heroes          | Erica Watson        | Liz Heldens                                  | 2022. március 31. 2022. június 14. |
| 8.   | 8.  | Lizzy           | Erica Watson        | Elizabeth Meriwether és Sofya Levitsky-Weitz | 2022. áprilisi 7. 2022. június 14. |

## A sorozat készítése
2019. április 10-én a Deadline Hollywood arról számolt be, hogy Hulu 6-10 epizódból álló sorozatot rendelt be. A sorozat vezető producere Kate McKinnon lenne; a The Dropout műsorvezetője, Rebecca Jarvis; és producerei, Taylor Dunn és Victoria Thompson. A sorozatban részt vevő produkciós cég a Searchlight Television. Amanda Seyfried producerként is csatlakozott a minisorozathoz.